# Jaime Romero Gómez
 Jaime Romero Gómez  (Valdeganga , 31 juli 1990) is een gewezen Spaanse voetballer, die als aanvaller speelde.
Geboren in Valdeganga, een gemeente in de Spaanse regio Castilië-La Mancha, startte Jaime zijn jeugdopleiding bij de meest belangrijkste ploeg van de streek, Albacete Balompié.
Bij deze ploeg uit de Segunda División A zou hij als achttienjarige een eerste contract voor het seizoen 2008-2009 tekenen. De wissel tijdens de vijfenzeventigste minuut op 28 augustus 2008 in de met 2-1 gewonnen thuiswedstrijd tegen Sevilla Atlético betekende zijn eerste officiële optreden. Voor zijn eerste doelpunt moesten de supporters nog wachten tot 15 november 2008. Hij scoorde tijdens het 2-2 gelijkspel bij UD Salamanca. Op het einde van het seizoen kwam hij tot zesendertig optredens van de tweeënveertig wedstrijden, die de competitie telde, en scoorde drie doelpunten. Tijdens dit seizoen speelde hij ook zes wedstrijden bij Spanje U19, maar daar bleef hij scoreloos.
Dit mooie debuut ging niet ongemerkt voorbij en hij werd bij de start van het seizoen 2009-2010 voor 1,8 miljoen euro getransfereerd naar Udinese uit de Italiaanse Serie A. Daar tekende hij een contract van vijf seizoenen. Hij kende zijn debuut op 8 november 2009 toen hij acht minuten inviel tijdens de met 0-1 verloren thuiswedstrijd tegen ACF Fiorentina. Zijn optredens bij het eerste elftal bleven beperkt tot 4 wedstrijden, waar hij in totaal 134 minuten speelde en geen enkel doelpunt scoorde. De rest van de wedstrijden speelde hij bij de jeugdploeg. Na dit eerste seizoen zou hij geen kans meer krijgen bij Udinese en zou hij nog aan drie ploegen uitgeleend worden. De eerste uitleenbeurt was tijdens het seizoen 2010-2011 en dat bij reeksgenoot SSC Bari. Zijn eerste officiële wedstrijd voor deze ploeg speelde hij op 12 december 2010. Hij viel tijdens de eenenzestigste minuut in tijdens de met 1-0 verloren uitwedstrijd bij AS Roma. Op het einde van het seizoen stonden er tien optredens op zijn teller, maar ook dit seizoen niet kunnen scoren. Daarenboven kwam de ploeg zeventien punten te kort om zich te redden. Bij de tweede uitleenbeurt keerde hij naar zijn vaderland terug en speelde bij Granada CF uit de Primera División. Tijdens het eerste seizoen 2011-2012 was hij op 27 augustus 2011 basisspeler tijdens de met 0-1 verloren gegane thuiswedstrijd tegen Real Betis. Zijn eerste en enige doelpunt zou hij scoren op 11 april 2012 tijdens de met 2-2 eindstand geëindigde thuiswedstrijd ten Athletic Bilbao. Tijdens de achtendertigste minuut van deze wedstrijd werd hij echter met rood van het plein gestuurd. Tijdens het eerste seizoen speelde hij tijdens achttien competitiewedstrijden mee. Zijn uitleen werd verlengd voor het seizoen 2012-2013, waar hij tijdens de heenronde slechts elf wedstrijden speelde en scoreloos bleef. De derde uitleenbeurt bracht hem tijdens de heenronde in Turkije bij Orduspor, een ploeg uit de TFF 1. Lig. Hij kon er niet echt overtuigen en kon niet scoren tijdens elf optredens. Op het einde van het seizoen kon de ploeg haar behoud niet bewerkstelligen. Daarom leidde zijn vierde uitleenbeurt weer naar zijn vaderland, deze keer bij Real Madrid Castilla, het filiaal van het grote Real Madrid dat op dat tijdens het seizoen 2013-2014 in de Segunda División A aantrad. Ondanks zijn drie doelpunten uit tweeëndertig wedstrijden kon ook deze ploeg haar behoud niet bewerkstelligen en zo leidde zijn vijfde uitleenbeurt tijdens seizoen 2014-2015 naar Real Zaragoza, ook een ploeg uit de Segunda División A. Tijdens zijn debuut seizoen scoorde hij zeven doelpunten tijdens zesentwintig wedstrijden. Daarom werd zijn uitleen verlengt tot seizoen 2015-2016. Dit seizoen was minder gunstig met maar één doelpunt uit negen wedstrijden.
Tijdens seizoen 2016-2017 stapte hij definitief over van Udinese naar CA Osasuna, een ploeg die net teruggekeerd was naar de Primera División. Hij tekende er op een tweejarig contract. Het werd echter zowel voor speler als ploeg een slecht seizoen. Jaime bleef scoreloos tijdens 19 optredens en de ploeg uit Pamplona eindigde negentiende en voorlaatste waarna de degradatie volgde. In onderling overleg verbroken ploeg en speler op 19 juni 2017 het nog lopende contract.
De dag later, op 8 juli 2017, verklaarde dezelfde ploeg dat ze een overgang naar  Segunda División A club Córdoba CF overeengekomen waren en dat daarbij een transfersom van 500.000 € betaald werd. Ook daar scoorde hij tijdens de heenronde geen enkel doelpunt en daarom werd hij op 17 januari 2018 tot aan het einde van het seizoen uitgeleend aan reeksgenoot CD Lugo Daar scoorde hij twee maal tijdens achttien optredens en de ploeg uit Lugo eindigde in de middenmoot op een twaalfde plaats. Het daaropvolgende seizoen  2018-2019 speelde hij voor de ploeg uit Córdoba, waar hij twee doelpunten scoorde tijdens dertig optredens. De ploeg eindigde eenentwintigste en voorlaatste en moest zo het professionele voetbal verlaten. Op 12 juni 2019 verliet hij de ploeg.
Op 23 juni 2019 tekende Romero een contract met FK Qarabağ, een ploeg uit de Premyer Liqası. Tijdens de drie seizoenen die hij bij deze ploeg zou spelen, behaalde hij twee maal de titel van landskampioen en één maal de beker. Hij zou ook zijn debuut maken in Europese competities.
Het laatste seizoen werd hij echter geplaagd door een blessure, zodat hij begin seizoen 2022-2023 zonder ploeg zat. Op 20 september 2022 werd hij echter door zijn gewezen coach bij Córdoba geroepen om mee te komen trainen bij FC Cartagena. De ploeg was het seizoen goed begonnen, maar coach Luis Miguel Carrión had met het uitvallen van Alfredo Ortuño Martínez een spitsenprobleem en wilde testen of Jaime voldoende hersteld was en onmiddellijk kon ingezet worden. Een week later, op 28 september 2022, werd de test positief afgesloten en kreeg hij een contract tot het einde van het seizoen. Zijn eerste optreden kende hij al op 2 oktober 2022 toen hij tijdens de 84ste minuut het veld op mocht tijdens de 1-3 gewonnen uitwedstrijd bij Real Oviedo.  Maar veel verder dan zes invalbeurten tijdens de competitie, waar hij tijdens vijftig minuten scoreloos bleef, en het eerste bekerduel, waar hij basisspeler was, maar na 53 minuten reeds vervangen werd, kwam hij niet.  Daarom werd het contract op 28 december 2022 in onderling overleg ontbroken.
Tijdens de maand januari 2023 kwam hij terecht bij Tractor SC, een ploeg uit de Persian Gulf Pro League.